# Фармакокинетичке интеракције
Фармакокинетичке интеракције су интеракције између истовремено примењених лекова, које се одигравају на свим фармакокинетичким параметрима (ресорпција, дистрибуција, метаболисања и излучивање). Два лека истовремено примењена могу променити дејство један другом (тако нпр. лек „А“ мења концентрацију лека „Б“ који стиже на место деловања).

## Епидемиологија
Од 2008. године, међу одраслим особама у Сједињеним Америчким Државама старијим од 56 година, 4% је узимало лекове и/или суплементе који су их довели у опасност од велике интеракције са лековима. Потенцијалне интеракције лек-лек су се временом повећале и чешће су код мање образованих старијих чак и након контроле старости, пола, места становања и коморбидитета.

## Интеракција на нивоу ресорпције
На нивоу ресорпције интеракција лекова може бити:
Успорена ресорпција
Настаје истовременом применом лекова који инхибишу пражњење желуца (нпр. атропин или опијати). Такође додавање адреналина локалним анестетичким средствима успорава њихову ресорпцију са места убризгавања, услед вазоконстрикције крвних судова.
Убрзана ресорпција
Настаје након примене неких лекова, као што су нпр. метоклопрамиди.
Смањена ресорпција
Смањена ресорпција може бити последица хемијских реакција, као што је реакција између калцијума и тетрациклина. Такође, нпр хлестирамин може ступити у интеракцију са верфарином и дигоксином и на тај начин смањити њихову ресорпцију.

## Интеракција на нивоу дистрибуције
Један лек може да промени дистрибуцију другог, истовремено примењеног лека. Тако нпр. повећање слободне фракције једног лека у плазми (због његовог истискивања из везе са беланчевинама плазме) најчешће се регулише повећаном елиминацијом. На тај начин успоставља се иста укупна концентрација лека као и пре примене „истискивача“ из везе са беланчевинама плазме. Ове интеракције су ретко од клиничког значаја.
Промена дистрибуције може имати и клинички значај у следећим случајевима;
- Појава токсичности изазвана пролазним (транзиторним) повећањем концентрације слободне фракције лека, до успостављања новог - енгл. „steady state“.
- Ако се доза лека одређује према концентрацији лека у плазми, пре појаве интеракције (пре примене „истискивача“).
- Ако истовремено примењени лек успорава елиминацију првог лека, тако да се концентрација првог лека у плазми повећава у току дужег времена и доводи до токсичности.

## Интеракције на нивоу метаболисања
Преко 200 лекова индукује микрозомне ензиме у јетри и на тај начин смањује концентрацију и ефикасност истовремено примењених лекова. Овом индукцијом може да се развије (споро) толеранција на супстрате одговарајућих ензима.

## Интеракција на нивоу излучивања
На нивоу излучивања лекова најзначајнији механизми су;
Промена протока мокраће и/или промена 
Промена pH мокраће се користи у циљу повећања излучивања слабо киселих материја, као мера у лечењу тровања овим материјама (нпр тровања аспирином или барбитуратима)
Инхибиција тубуларне секреције
Неки лекови  инхибишу тубуларну секрецију (нпр пробеницид, инхибише секрецију пеницилина) што продужава њихово дејство.
Промена везивања за албумине плазме
Ова пизмена, у везивању за албумине плазме, доводи до промена вредности филтрације)